# Gel (roman)
Pour les articles homonymes, voir Gel.
Gel (titre original : Frost) est le premier roman de l'écrivain autrichien Thomas Bernhard, publié en 1963. L'œuvre est publiée en français le 25 octobre 1967 aux éditions Gallimard.

## Résumé
Un étudiant en médecine, qui effectue un stage dans un hôpital de Schwarzach im Pongau, dans l'État de Salzbourg, est chargé d'une mission inhabituelle que lui confie son supérieur, le chirurgien Strauch : le stagiaire doit se rendre dans le village de haute montagne de Weng im Gesäuse et y observer le frère du chirurgien, le peintre Strauch, qui y vit depuis la guerre, totalement retiré du monde. Les deux frères ne se sont pas vus depuis vingt ans, et toute correspondance a cessé depuis douze ans.
Le roman qui est le rapport quotidien de cette observation, se compose de 27 entrées de journal et de six lettres adressées au chirurgien, rédigées par le stagiaire pendant son séjour à Weng, au cœur du gel hivernal. Dans ses notes, il consigne les conversations qu'il a avec le peintre lors de leurs longues promenades durant lesquelles celui-ci évoque son enfance, sa jeunesse et sa vision nihiliste de la vie. Il y rapporte aussi des échanges avec les habitants de Weng, notamment avec l'aubergiste ou l'ingénieur.
Ses récits incluent également des descriptions d'événements survenus dans le village : incendies, accidents mortels, bagarres, abattages clandestins de bêtes... En quelques rares occasions, en réaction aux monologues et à la personnalité du peintre Strauch (il a détruit toutes ses œuvres et souffre fréquemment de fortes douleurs à la tête et aux pieds), le stagiaire est conduit à des réflexions personnelles sur lui-même et sur le monde.

## Édition
Ce roman a été traduit en français et édité par Gallimard en 1967.